# Вільковічкі (Сілезьке воєводство)
Вільковічкі (пол. Wilkowiczki) — село в Польщі, у гміні Тошек Гливицького повіту Сілезького воєводства.
Населення — 228 осіб (2011).
У 1975—1998 роках село належало до Катовицького воєводства.

## Демографія
Демографічна структура станом на 31 березня 2011 року:
|          | Загалом | Допрацездатний вік | Працездатний вік | Постпрацездатний вік |
| -------- | ------- | ------------------ | ---------------- | -------------------- |
| Чоловіки | 117     | 23                 | 74               | 20                   |
| Жінки    | 111     | 21                 | 66               | 24                   |
| Разом    | 228     | 44                 | 140              | 44                   |